# Eero Lehtonen
Eero Reino Lehtonen, född 21 april 1898 i S:t Michel, död 9 november 1959 i Helsingfors, var en finländsk friidrottare.
Lehtonen blev olympisk mästare i femkamp vid sommarspelen 1920 i Antwerpen och 1924 i Paris.
Han är begravd på Sandudds begravningsplats i Helsingfors.